# Шестнадцатый Толедский собор
Шестнадцатый Толедский собор (лат. Concilium Toletanum XVI) собрался в Толедо 25 апреля 693 года. Это был второй из трёх советов, созванных вестготским королём Эгикой.
В 692 году архиепископ Толедо Сисеберт возглавил восстание со многими дворянами, чтобы сделать Сунифреда королём. Восстание было подавлено во второй половине того же года, и в обычный весенний день Эгика созвала генеральный собор церкви в Испании, чтобы решить вопрос о будущей безопасности королевства и наказании восставших. На соборе присутствовали шестьдесят епископов, пять аббатов и шесть графов. Епископы Нарбонской Галлии не смогли присутствовать из-за эпидемии.
Король открыл совет речью, в которой объявил, что любые чиновники, предавшие доверие готского народа, будут изгнаны с должностей и обращены в рабство в казну, а их имущество передано в королевскую казну. Совет согласился, что король может даровать это конфискованное имущество кому угодно, в том числе и церкви. Потомкам повстанцев также было запрещено занимать какие-либо дворцовые должности. Наконец, мятежники были преданы анафеме на основании семьдесят пятого канона четвёртого Толедского собора.
2 мая, в последний день собора, епископы торжественно отлучили Сизеберта от церкви на всю жизнь и лишили его сана. Ему будет позволено причащаться только на смертном одре, если король не помилует его ранее. Беспрецедентно епископы перевели архиепископа Севильи Феликса в Толедо и архиепископа Браги Фаустина в Севилью. Они также приказали епископам Нарбонской Галлии утвердить постановления шестнадцатого собора на собственном местном синоде.
Совет также реформировал законы королевства по нескольким пунктам. В вестготской правде, сформулированной Хиндасвинтом, опубликованной Реккесвинтом и изменённой Эрвигом, был закон, согласно которому любая присяга, данная кому-либо, кроме монарха, недействительна и незаконна. Некоторые законы были отменены, а некоторые были восстановлены, например, запрещающий нанесение увечий рабам.
Хиндасвинт наказал гомосексуализм кастрацией и отлучением от церкви, и собор в Толедо подтвердил аналогичный закон. Также собор постановил, чтобы осуждённые за гомосексуализм миряне были кастрированы и выпороты, а священнослужители были лишены сана и сосланы.
Совет также сыграл важную роль в долгой правовой истории вестготов в подавлении иудаизма. Эгика, по-видимому, добавила к своду законов Эрвига освобождение от налогов для еврейских конверсо и переложила их прежнее бремя на необращенных. На шестнадцатом соборе новообращенным было разрешено торговать с христианами, но только после того, как они проявит себя, повторяя символы веры и употребляя некошерную пищу. Наказания были введены даже против христиан, которые имели дело с необращенными или недоказанными евреями.
Что касается церкви, помимо решения о мятежнике Сизеберте были обнародованы два важных указа. Во-первых, епископам было предписано содержать в исправном состоянии все церковные здания и иметь в каждом приходе священника. Во-вторых, епископам было приказано принимать все подношения, приносимые крестьянами языческим богам, и искоренять эту продолжающуюся практику (несомненно, имевшую место только в самых отдаленных провинциальных захолустьях).